# Sideridis unica
Sideridis unica är en fjärilsart som beskrevs av John Henry Leech 1889. Sideridis unica ingår i släktet Sideridis och familjen nattflyn. Inga underarter finns listade i Catalogue of Life.